# المعبرة (أبين)

تعديل مصدري - تعديل

تجمع المعبره هو "تجمع بدوي" في  عزلة أحور بمديرية أحور التابعة لمحافظة أبين، بلغ تعداد سكانها 68 نسمة حسب تعداد اليمن لعام 2004.